# Corneel De Ceulaer
Corneel Neel De Ceulaer, né le 8 juillet 1947 à Lierre en Belgique, est un footballeur international belge.
Il a fait l'essentiel de sa carrière au Lierse, où il évolua comme attaquant puis comme milieu de terrain.
Il a aussi exercé différentes fonctions dirigeantes au sein du « matricule 30 ».

## Carrière de joueur

### Lierse SK
Pur produit du Lierse, Neel De Ceulaer effectue la plus grande part de sa carrière au sein des « Pallieters », avec lesquels il participe aux belles années de la fin des années 1960 et du début des années 1970.
En 1969, il remporte la première Coupe de Belgique de l'Histoire du « matricule 30 ». Il inscrit le but d'ouverture de la finale gagnée 2-0 contre le Racing white. Dans les années suivantes, De Ceulaer participe à plusieurs rencontres de Coupe d'Europe, dont la belle épopée de la Coupe de l'UEFA 71-72 qui voit le Lierse vaincre deux fois le grand Leeds, puis redresser une situation périlleuse contre Rosenborg et enfin d'humilier (4-0) le PSV Eindhoven. La belle histoire se termine, avec les honneurs, contre l'AC Milan.

### Boom FC
En 1973, Neel passe dans les rangs de Boom qui milite alors en Division 2. Le « matricule 58 » qui n'a pas embarqué dans le train du professionnalisme (la Ligue professionnelle belge voit le jour en 1974) connaît des hauts et des bas. En 1975, il participe au tour final pour la montée parmi l'élite, mais la saison suivante, il lutte jusqu'au bout pour assurer son maintien. N. De Ceulaer remise ses crampons à la fin de la saison 75-76.

## Carrière d'entraîneur
En 1983, Neel De Ceulaer dirige le FC Heultje, un club de village avec lequel il réussit la gageure de monter en Division 3.

## Travail de dirigeant
De 1988 à mars 2000, Corneel De Ceulaer exerce la fonction de « manager » du Lierse quand il démissionne en raison de ses divergences de vues avec Gaston Vets, vice-président alors en exercice.
Toutefois, à partir de 2007, il accepte de reprendre la fonction de « Directeur Sportif » puis devient « C.E.O » du matricule 30. En juin 2011, il se retire avec l'envie de laisser sa fille, Catherine, reprendre le flambeau.

## Palmarès joueur
- Vainqueur de la Coupe de Belgique : 1969 (Lierse)